# Vallensbæk Landsby
 Ikke at forveksle med Vallensbæk.
Vallensbæk Landsby er en by på Nordøstsjælland med 460 indbyggere  (2024). Vallensbæk Landsby ligger mellem Holbækmotorvejen og Køge Bugt Motorvejen. Byen grænser op til Albertslund i nord og Vallensbæk i syd og ligger 16 kilometer vest for København. Landsbyen ligger i Vallensbæk Sogn.  Vallensbæk Kirke fra 1160 og Helligtrekongers Kirke fra 2012 ligger i byen.

## Vallensbæk Sogn anno 1778
Vallensbæk Sogn i Smørum Herred, Københavns Amt, Sjællands Stift. Dertil hører Vallensbæk, 14 hele gårde, 2 halve gårde, 34 huse.
Kirken er af salig etatsråd Nissen sat i meget smuk stand.
præste- og degneboligen følger uden betaling og afgifter mand efter mand.
Af Glostrup og Vallensbæk kirkers indkomster underholdes bestandig 10 fattige drenge og piger, som nyder ugentligt 3 mark til deres 15. år.
Her ligger bemeldte salig etatsråd Nissen og hans frue i et dertil af ham indrettet begravelse.

## FraSjællandske Krønike, 1357
| Citat                         | Der hændte noget sælsomt i Sjælland det Aar. Juleaften kom et Spøgelse til en Bonde i Landsbyen Vallensbæk og bad om Hus; det tog Stade i Mandens Ovn og havde med sig en ung Kvinde, som man kunde se, men selv var Spøgelset stedse usynligt. Det talte Dansk og Latin og sagde, at det var født i Trelleborg og havde gaaet i Skole i Roskilde. Det blev dér og drak og spiste; helst spiste det Æg. Det talte med hvem der kom, gik ofte til Bøndernes Gilder og berettede sin Vært, hvad der skete. Da man spurgte Spøgelset, om det havde med Kvinden at gøre, sagde det Ja, men hun sagde Nej. Hvad man gav Spøgelset, tog hun imod og brugte det til hans Fortæring. Men Bonden, som var ked af den store Søgning til Gaarden, satte Kvinden paa en Vogn og kørte hende til København Tamperlørdag efter Askeonsdag, men Peder Jordansøn – saaledes kaldte Spøgelset sig – fulgte med. | Citat |
| Fra Sjællandske Krønike, 1357 | |       |